# Samir Nouriev
Samir Nouriev est un homme politique azerbaïdjanais qui a occupé le poste de chef de l'administration présidentielle (depuis 2019), a été président du Comité d'État pour la construction et l'architecture de la ville (2018-2019) et président du conseil d'administration de l'Agence nationale de développement du logement (2018) en tant que chef du département de la réserve historique et architecturale de l'État d'Itchericheher (2013-2016).

## Vie
Samir Nouriev est né à Bakou le 9 mars 1975. Il est entré à l'Université technique d'Azerbaïdjan en 1991 et est diplômé de l'École d'ingénierie et de gestion en 1996 avec un diplôme en ingénierie et économie avec mention.
Il a poursuivi ses études à l'Université Duke aux États-Unis en 2003-2005 et a obtenu une maîtrise en politique de développement international. 
S. Nouriev est marié et père de deux enfants.

## Carrière
De 1996 à 2003, Samir Nouriev a travaillé dans diverses entreprises privées et organisations internationales en tant qu'économiste, responsable marketing et coordinateur de projet. En 2000-2001, il a travaillé comme consultant commercial au bureau du PNUD en Azerbaïdjan.
En 2006, il a été nommé directeur du Département du développement de l'entrepreneuriat au Ministère du développement économique de la République d'Azerbaïdjan.
Selon les décrets pertinents du président de la République d'Azerbaïdjan, en 2009, Samir Nouriev a été nommé chef adjoint du Département de la réserve historique et architecturale de l'État d'Itchericheher auprès du Cabinet des ministres de la République d'Azerbaïdjan, et en 2013 - Chef de le même département.
Nouriev a été nommé directeur du conseil d'administration de l'Agence nationale de développement du logement par décret présidentiel du 12 avril 2016, président du Comité d'État pour la construction et l'architecture de la ville par décret du 21 avril 2018, puis chef de l'administration présidentielle le 1er novembre 2019. 